# Val de San Lorenzo
Val de San Lorenzo es un municipio y lugar español de la provincia de León, en la comunidad autónoma de Castilla y León. Cuenta con una población de 492 habitantes (INE 2024).

## Geografía

### Poblaciones

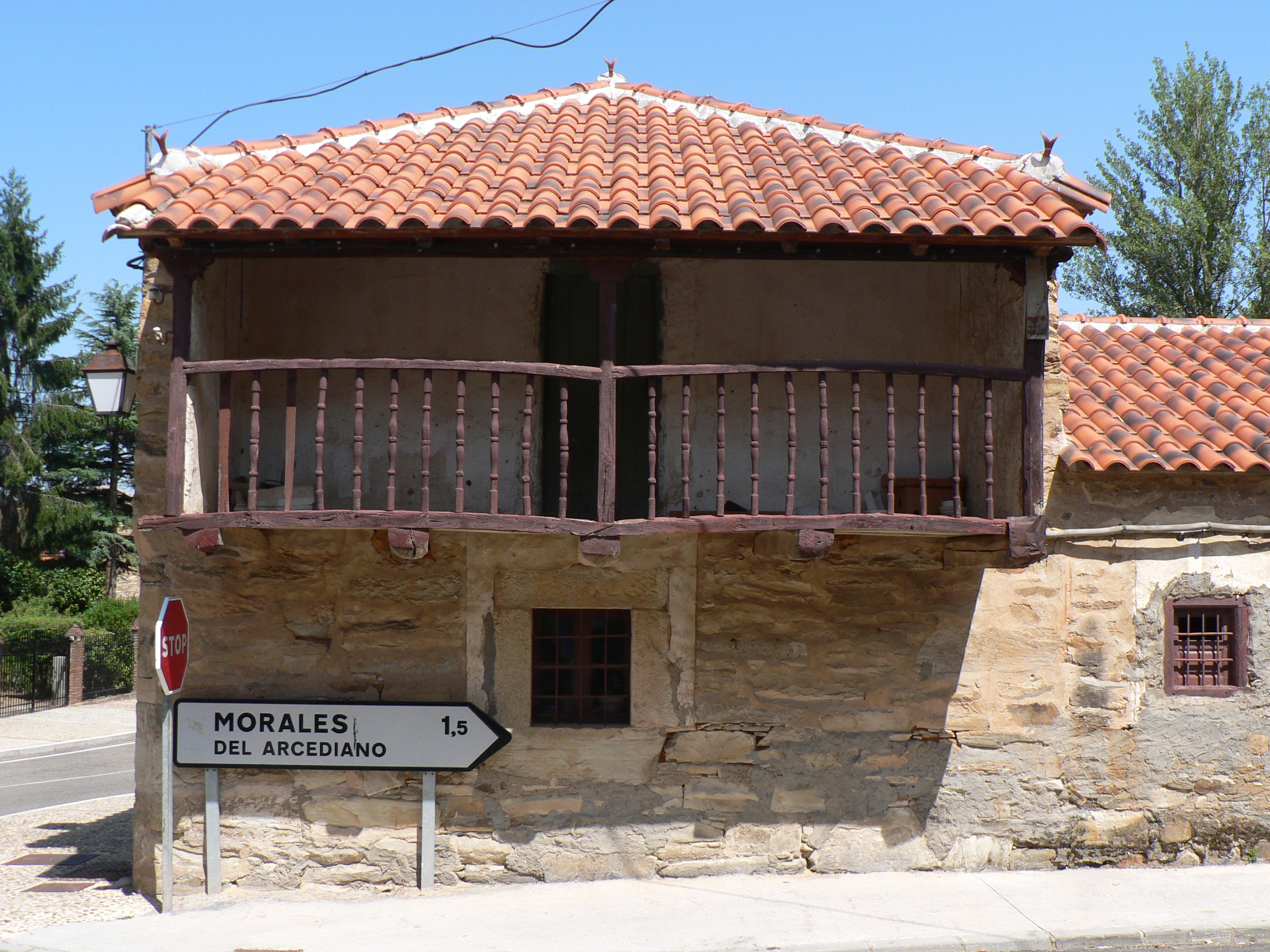
Casa tradicional

Los pueblos que componen el municipio son:   
- Lagunas de Somoza
- Val de San Lorenzo (cabecera)
- Val de San Román, compuesto de tres barrios: Sobrao, Quintana y Cantosales.

## Historia
Val de San Lorenzo es una de las localidades de la Comarca de Maragatería donde más se han conservado las tradiciones populares y folclóricas que caracterizan esta región. De hecho, su fiesta principal que se celebra el primer domingo de septiembre, La Carballeda, está declarada de interés turístico regional.
Otra característica importante de esta localidad es la artesanía de paños, mantas y demás prendas realizadas en pura lana virgen.

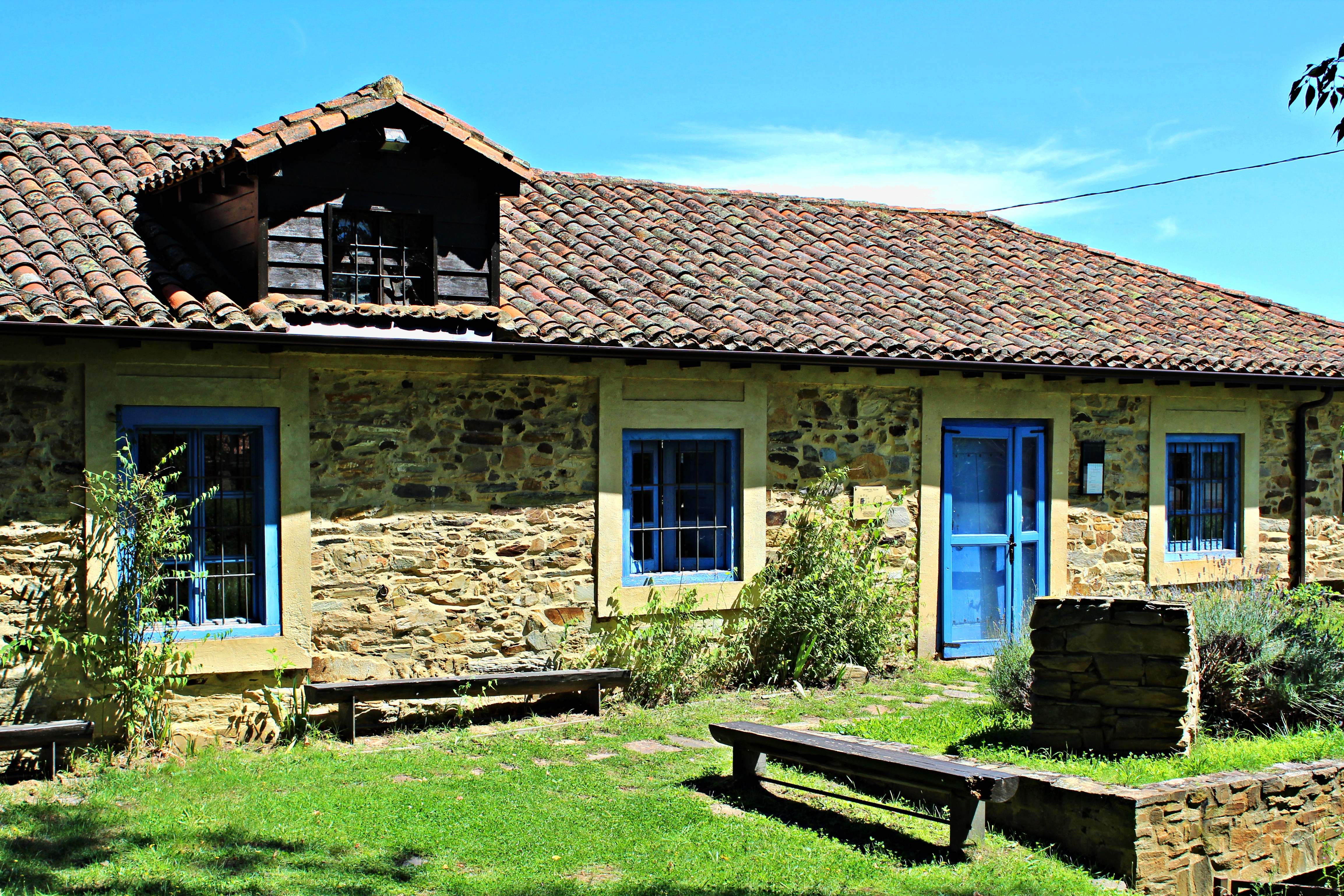
Museo El Batán en Val de San Lorenzo

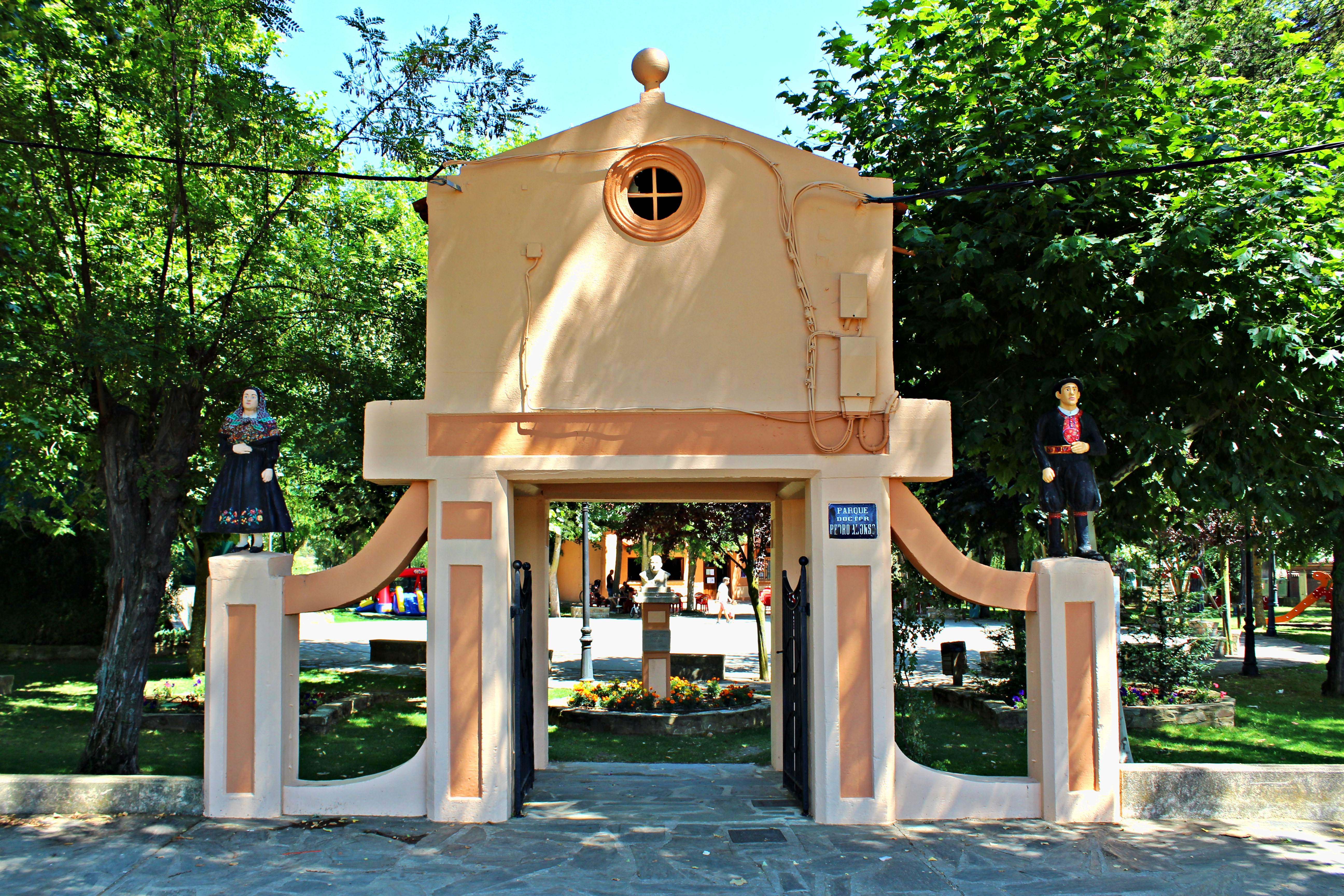
Entrada al parque de Val de San Lorenzo

## Demografía
Cuenta con una población de 492 habitantes (INE 2024).
| Gráfica de evolución demográfica de Val de San Lorenzo entre 1857 y 2021 |
| |
| Población de derecho según los censos de población del INE Población de hecho según los censos de población del INE Entre el censo de 1857 y el anterior aparece este municipio porque se segrega de Santiago Millas |